# Treyarch
Treyarch là một công ty phát triển trò chơi điện tử của Mỹ được thành lập vào năm 1996 bởi Peter Akemann và Doğan Köslü và được Activision mua lại vào năm 2001. Trụ sở tại Santa Monica, California, Treyarch đã sản xuất nhiều trò chơi bao gồm Call of Duty 2: Big Red One, Call of Duty 3, Call of Duty: World at War, Call of Duty: Black Ops, Call of Duty: Black Ops II, Call of Duty: Black Ops III, Call of Duty: Black Ops 4 và Call of Duty: Black Ops Cold War.

## Tổng quan
Năm 2005, Gray Matter Interactive đã được sáp nhập vào Treyarch.
Tại Hội nghị Trò chơi Leipzig năm 2007, Activision đã thông báo rằng Treyarch sẽ là một trong ba nhà phát triển sau loạt trò chơi James Bond đầu tiên của họ là Quantum of Solace. Trò chơi được phát hành vào ngày 31 tháng 10 năm 2008 tại Châu Âu và ngày 4 tháng 11 năm 2008 tại Bắc Mỹ. Vicarious Visions đã phát triển phiên bản DS và Eurocom đã phát triển phiên bản PlayStation 2. Treyarch cũng là một nhà phát triển chính trong loạt Call of Duty bao gồm Call of Duty 2: Big Red One, Call of Duty 3, Call of Duty: World at War, Call of Duty: Black Ops, Call of Duty: Black Ops II, Call of Duty: Black Ops III.
Call of Duty: Black Ops II đã giữ kỷ lục về hạng mục giải trí lớn nhất từ trước đến nay ở bất kỳ hình thức giải trí nào, phá vỡ kỷ lục trong vòng 24 giờ sau khi phát hành cho đến khi vượt qua Grand Theft Auto V. Doanh thu từ trò chơi này trên toàn thế giới đạt 650 triệu đô la trong vòng năm ngày sau khi phát hành. Treyarch phát triển trên phiên bản Wii U của Call of Duty: Ghosts, để tối ưu hóa nó cho hệ console. Treyarch phát hành trò chơi gần đây nhất là Call of Duty: Black Ops Cold War

## Các trò chơi được phát triển
| Năm  | Trò chơi                         | Nền tảng                                                                      |
| ---- | -------------------------------- | ----------------------------------------------------------------------------- |
| 1998 | Olympic Hockey Nagano '98        | Nintendo 64                                                                   |
| 1998 | Die by the Sword                 | Microsoft Windows                                                             |
| 1998 | Die by the Sword: Limb from Limb | Microsoft Windows                                                             |
| 1999 | Triple Play 2000                 | Microsoft Windows, Nintendo 64, PlayStation                                   |
| 2000 | Draconus: Cult of the Wyrm       | Dreamcast                                                                     |
| 2000 | Triple Play 2001                 | PlayStation                                                                   |
| 2001 | Triple Play Baseball             | Microsoft Windows, PlayStation, PlayStation 2                                 |
| 2001 | Max Steel: Covert Missions       | Dreamcast                                                                     |
| 2001 | Tony Hawk's Pro Skater 2x        | Xbox                                                                          |
| 2002 | NHL 2K2                          | Dreamcast                                                                     |
| 2002 | Spider-Man                       | GameCube, Microsoft Windows, PlayStation 2, Xbox                              |
| 2002 | Kelly Slater's Pro Surfer        | GameCube, Microsoft Windows, PlayStation 2, Xbox                              |
| 2002 | NHL 2K3                          | GameCube, PlayStation 2, Xbox                                                 |
| 2002 | Minority Report: Everybody Runs  | GameCube, PlayStation 2, Xbox                                                 |
| 2004 | Spider-Man 2                     | GameCube, PlayStation 2, Xbox                                                 |
| 2005 | Ultimate Spider-Man              | GameCube, Microsoft Windows, PlayStation 2, Xbox                              |
| 2005 | Call of Duty 2: Big Red One      | GameCube, PlayStation 2, Xbox                                                 |
| 2006 | Call of Duty 3                   | PlayStation 2, PlayStation 3, Xbox, Xbox 360                                  |
| 2007 | Spider-Man 3                     | Microsoft Windows, PlayStation 3, Xbox 360                                    |
| 2008 | Spider-Man: Web of Shadows       | Microsoft Windows, PlayStation 3, Wii, Xbox 360                               |
| 2008 | 007: Quantum of Solace           | Microsoft Windows, PlayStation 3, Wii, Xbox 360                               |
| 2008 | Call of Duty: World at War       | Microsoft Windows, PlayStation 3, Wii, Xbox 360                               |
| 2010 | Call of Duty: Black Ops          | Microsoft Windows, PlayStation 3, Wii, Xbox 360                               |
| 2012 | Call of Duty: Black Ops II       | Microsoft Windows, PlayStation 3, Wii U, Xbox 360                             |
| 2015 | Call of Duty: Black Ops III      | Microsoft Windows, PlayStation 4, Xbox One                                    |
| 2018 | Call of Duty: Black Ops 4        | Microsoft Windows, PlayStation 4, Xbox One                                    |
| 2022 | Call of Duty: Black Ops Cold War | Microsoft Windows, PlayStation 4, PlayStation 5, Xbox One, Xbox Series X và S |

### Port
| Năm  | Trò chơi                             | Nền tảng  | Nhà phát triển |
| ---- | ------------------------------------ | --------- | -------------- |
| 2000 | Tony Hawk's Pro Skater               | Dreamcast | Neversoft      |
| 2000 | Tony Hawk's Pro Skater 2             | Dreamcast | Neversoft      |
| 2001 | Spider-Man                           | Dreamcast | Neversoft      |
| 2009 | Call of Duty: Modern Warfare: Reflex | Wii       | Infinity Ward  |
| 2011 | Call of Duty: Modern Warfare 3       | Wii       | Infinity Ward  |
| 2013 | Call of Duty: Ghosts                 | Wii U     | Infinity Ward  |